# هودگ ۱۴۴۶۶
سیارک ۱۴۴۶۶ (به انگلیسی: 14466 Hodge، نامگذاری:1993OY2) چهارده هزار و چهارصد و شصت و ششمین سیارک کشف شده‌است که در ۲۵ ژوئیه ۱۹۹۳ کشف شد.
قدر مطلق سیارک برابر ۱۴٫۶۰ است.